# La Flamme (film, 1926)
Pour les articles homonymes, voir La Flamme.
Pour l’article ayant un titre homophone, voir Laflamme.
Pour plus de détails, voir Fiche technique et Distribution.
La Flamme est un film muet français de mélodrame réalisé par René Hervil, sorti  en 1926.
Un remake du film sera réalisé dix ans plus tard par André Berthomieu avec le même titre.

## Fiche technique
- Titre : La Flamme
- Réalisation : René Hervil
- Scénario : Charles Méré, d'après sa pièce
- Chef-opérateur : René Guichard, Maurice Laumann
- Société de production : Le Film d'Art
- Pays de production :  France
- Format : Muet - Noir et blanc - 1,33:1 - 35 mm
- Genre : mélodrame
- Date de sortie : 
  - France : 15 janvier 1926

## Distribution
- Germaine Rouer : Cloé d'Aubigny, une vedette de music-hall qui, à la suite d'une liaison, a eu un fils qu'elle a négligé au profit de sa carrière.
- Charles Vanel : Boussat, un être un peu fruste qui lui offre son affection
- Henry Vibart : Lord Sedley, un riche amant de Cloé qui lui donna un fils
- Sylviane de Castillo : la mère de Maud
- Jack Hobbs : Hugues Sedley, le fils de Cloé et de Lord Sedley, qui a été négligé par sa mère
- Colette Darfeuil : Maud
- Lionel Salem: l'ami de Hugues
- Roby Guichard : Hugues Sedley enfant
- Joe Alex
- Jean Diener
- Octave Berthier
- André Courtal